# Allhelgonakyrkan, Lund
Allhelgonakyrkan är en kyrkobyggnad i Lund, cirka 600 meter norr om Lunds domkyrka. Den tillhör Lunds Allhelgonaförsamling i Lunds stift. År 1962 blev kyrkan församlingskyrka. Namnet kommer från Allhelgonaklostret i Lund.

## Kyrkobyggnaden

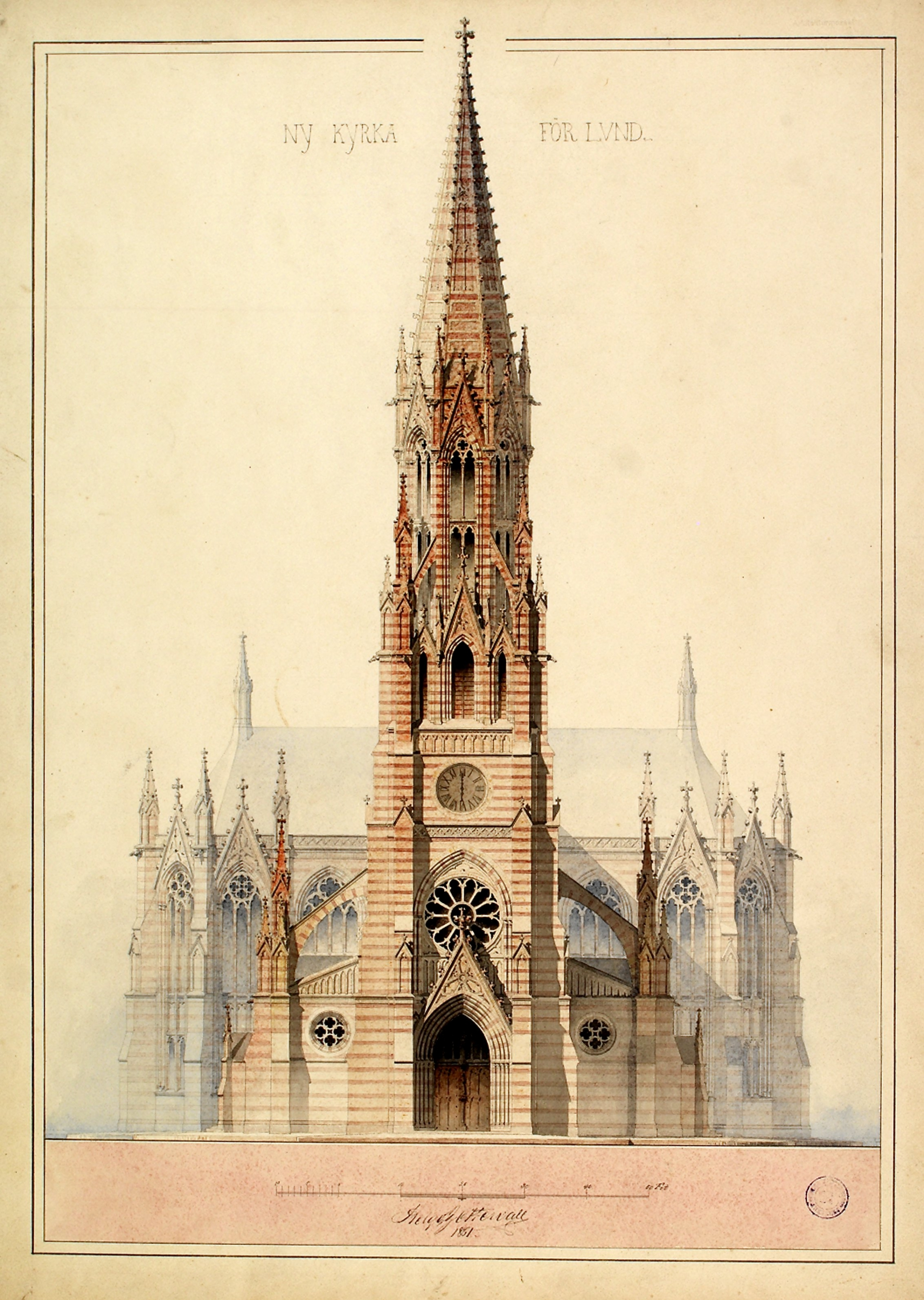
Zettervalls ritning.

Kyrkan började byggas 1887 och invigdes Allhelgonadagen 1891. Den var den första nybyggda kyrkan i Lunds stad sedan medeltiden.  Det ursprungliga skälet skall ha varit att biskop Johan Henrik Thomander (1798–1865) hade ansett att Lunds domkyrka blivit för liten för alla gudstjänstbesökare; domkyrkan hade dessutom under hans tid ett betydligt mindre monumentalt utseende än nu; en representativ och praktfull ny kyrka kunde alltså anses av intresse. Allhelgonakyrkan är byggd i nygotisk stil och ritades av Helgo Zettervall.
Kyrktornet är 72 meter högt och därmed Lunds näst högsta byggnadsverk (efter Ideon Gateway). Kyrkan är byggd i nygotisk stil och syns långt ut över slätten. Tornet har idag tre klockor, gjutna av Ohlssons klockgjuteri i Ystad och dessa invigdes 1966, när kyrkan fyllde 75 år. Sammanlagt finns cirka 2 000 sittplatser i kyrkan.
Vid koret finns höga fönster med scener rörande Kristi himmelsfärd ur apostlagärningarna. Samtliga är tillverkade i Innsbruck.
Under sommaren 2009 genomgick kyrkan en renovering under vilken 5 000–6 000 av dess stenar byttes ut.

## Inventarier
Altaret är tillverkad av oslipad cement. Vid basen finns "Lammet med segerfanan". Altaruppsatsen visar ett krucifix samt aposteln Johannes och Jesu moder på sidorna. De är gjorda i trä av Carl Johan Dyfverman.
Dekorationsmålningen i kyrkan är gjord av Svante Thulin.
Kyrkans dopfunt är tillverkad av polerad cement. Den står placerad i koret på höger sida (sett från kyrkbänkarna). Till dopfunten hör ett dopfat av koppar. Det är utfört av Sven Bengtsson.

### Orglar

#### Huvudorgeln
- Den första huvudorgeln byggdes 1890–1891 av Åkerman & Lund i Stockholm och hade 29 eller 30 orgelstämmor.
- Den nuvarande orgeln invigdes 1969 och byggdes av A. Mårtenssons Orgelfabrik AB i Lund med 49 stämmor på fyra manualer samt pedal. Orgelfasaden är densamma som den gamla huvudorgeln förutom ryggpositivet. Tio stämmor finns kvar från den gamla orgeln. Mekanisk traktur och elektrisk registratur. Orgeln har fria kombinationer, fasta kombinationer och registersvällare.

Disposition:
| Huvudverk II      | Ryggpositiv I                    | Svällverk III          | Bröstverk IV    | Pedalverk         | Koppel |
| Principal 16'     | Trägedackt 8'                    | Flûte harmonique 8'    | Gedackt 8'      | Principal 16'     | I/P    |
| Oktava 8' (fasad) | Kvintadena 8'                    | Italiensk principal 8' | Rörflöjt 4'     | Subbas 16'        | II/P   |
| Rörflöjt 8'       | Principal 4' (fasad)             | Salicional 8'          | Principal 2'    | Kvinta 10 2/3'    | III/P  |
| Oktava 4'         | Blockflöjt 4'                    | Voix céleste 8'        | Nasat 1 1/3'    | Oktava 8' (fasad) | I/II   |
| Spetsflöjt 4'     | Gemshorn 2'                      | Oktava 4'              | Blockflöjt 1'   | Gedackt 8'        | III/II |
| Kvinta 2 2/3'     | Sesquialtera II, 2 2/3' + 1 3/5' | Traversflöjt 4'        | Klockcymbel III | Oktava 4'         | IV/II  |
| Oktava 2'         | Scharf III                       | Spetskvint 2 2/3'      | Vox humana 8'   | Nachthorn 2'      |        |
| Mixtur VI         | Krumhorn 8'                      | Waldflöjt 2'           | Tremulant       | Mixtur VI         |        |
| Cornett IV        | Tremulant                        | Ters 1 3/5'            |                 | Basun 16'         |        |
| Trumpet 8'        |                                  | Mixtur IV              |                 | Trumpet 8'        |        |
|                   |                                  | Fagott 16'             |                 | Skalmeja 4'       |        |
|                   |                                  | Trumpet harmonique 8'  |                 |                   |        |
|                   |                                  | Oboe 8'                |                 |                   |        |
|                   |                                  | Crescendosvällare      |                 |                   |        |

#### Kororgeln
En mindre helmekanisk orgel finns placerad vid altaret och invigdes 1966. Även den är tillverkad 1967 av A. Mårtenssons Orgelfabrik AB i Lund.
Disposition:
| Huvudverk I          | Bröstverk II      | Pedal                | Koppel |
| Gedackt 8'           | Dulcianflöjt 8'   | Subbas 16'           | I/P    |
| Principal 4' (fasad) | Rörflöjt 4'       | Principal 8' (fasad) | II/P   |
| Koppelflöjt 4'       | Principal 2'      | Nachthorn 4'         | II/I   |
| Waldflöjt 2'         | Kvinta 1 1/3'     |                      |        |
| Mixtur III           | Krumhorn 8'       |                      |        |
|                      | Tremulant         |                      |        |
|                      | Crescendosvällare |                      |        |

#### Diskografi
Musik inspelad på kyrkans orglar
- Gotik / Larson, Janåke, orgel. LP. Proprius 25 04 02-012. Utan år.

## Bilder

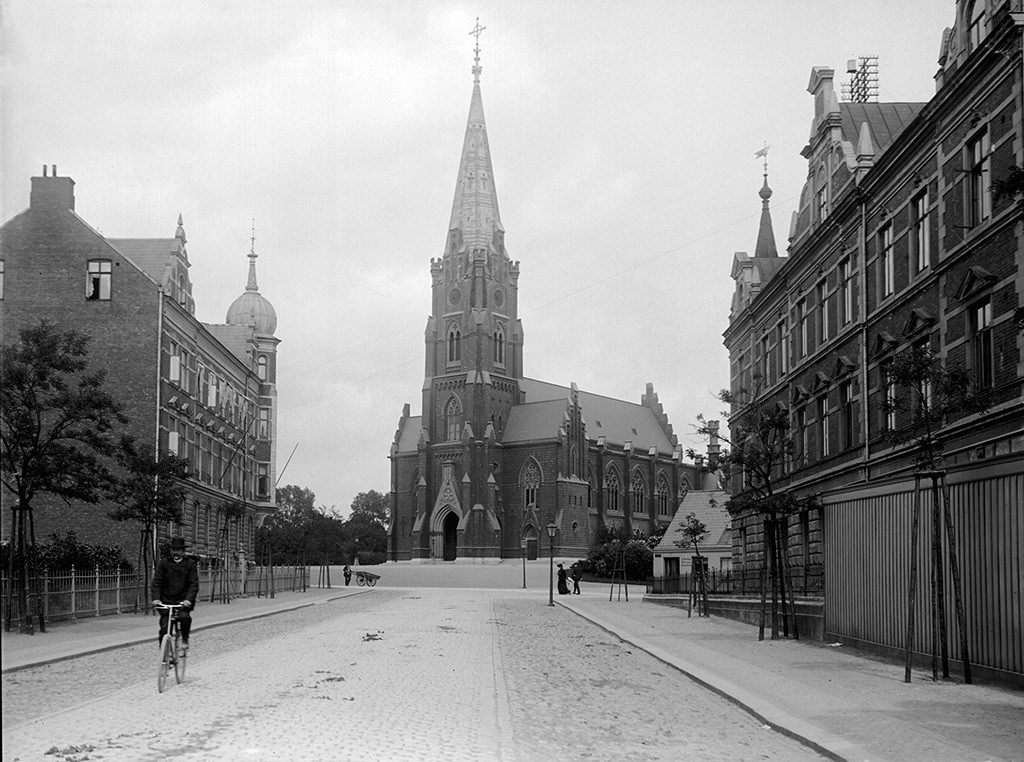
Exteriör 1905.
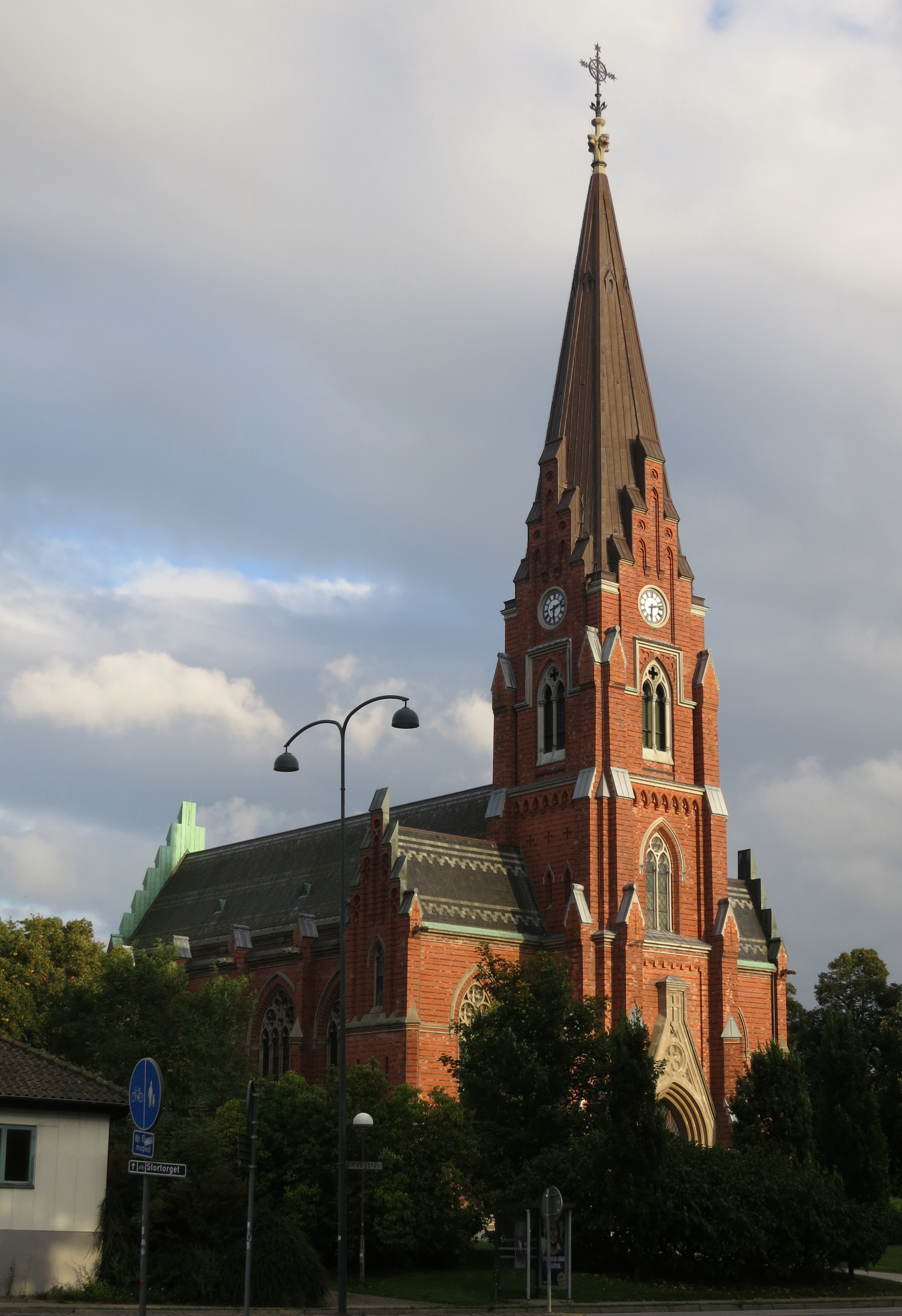
Exteriör från nordväst.
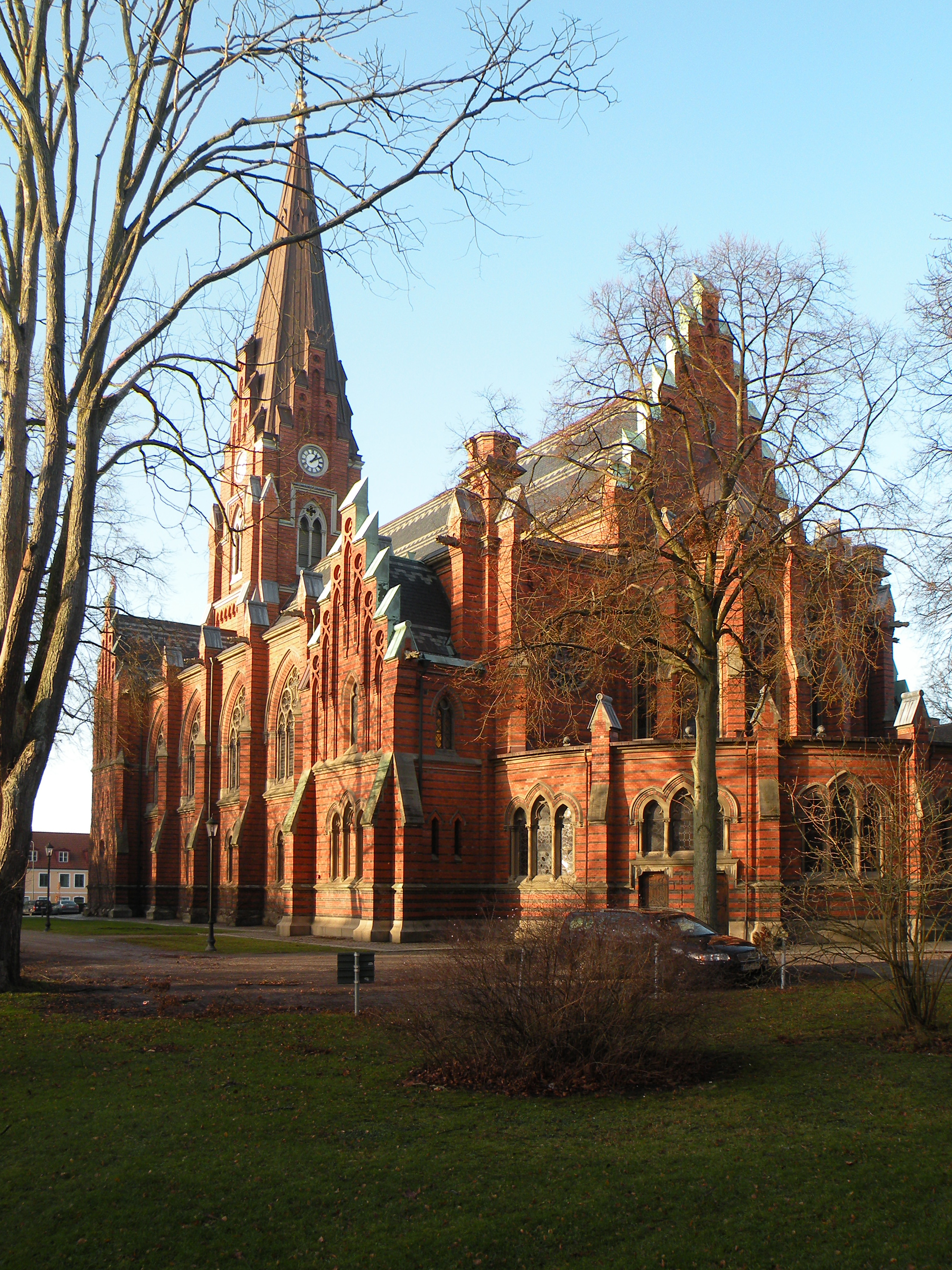
Exteriör från sydöst.
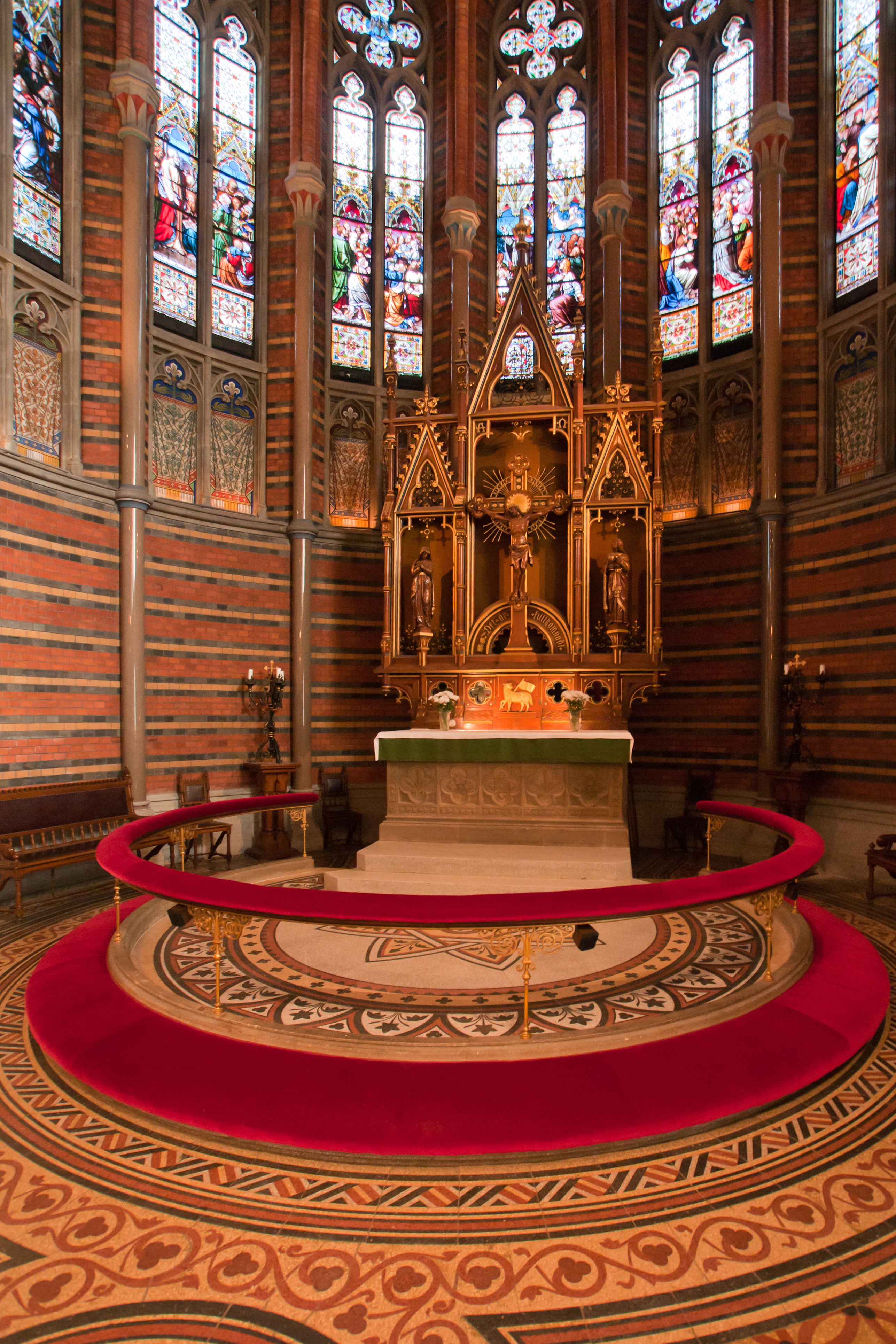
Koret
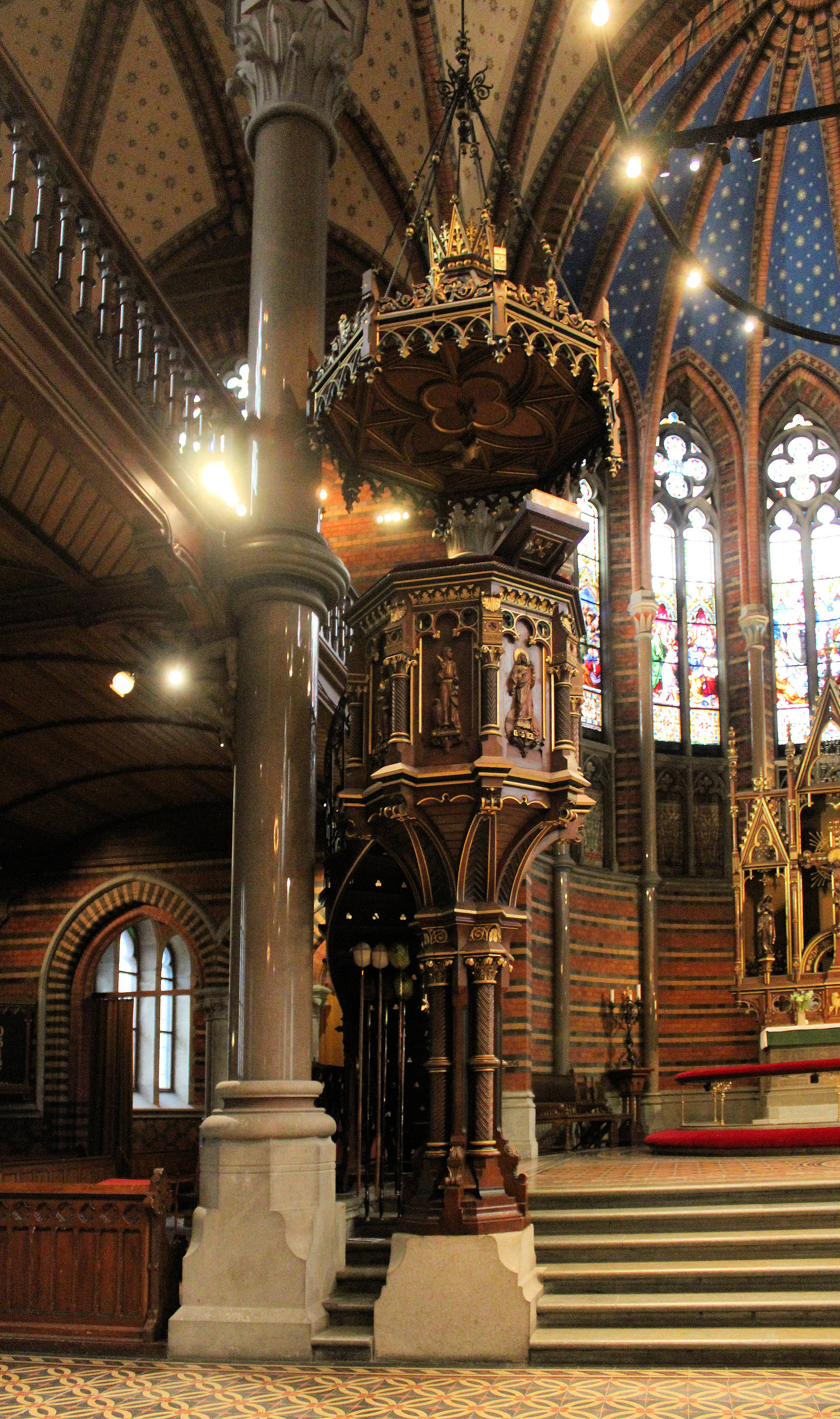
Predikstolen
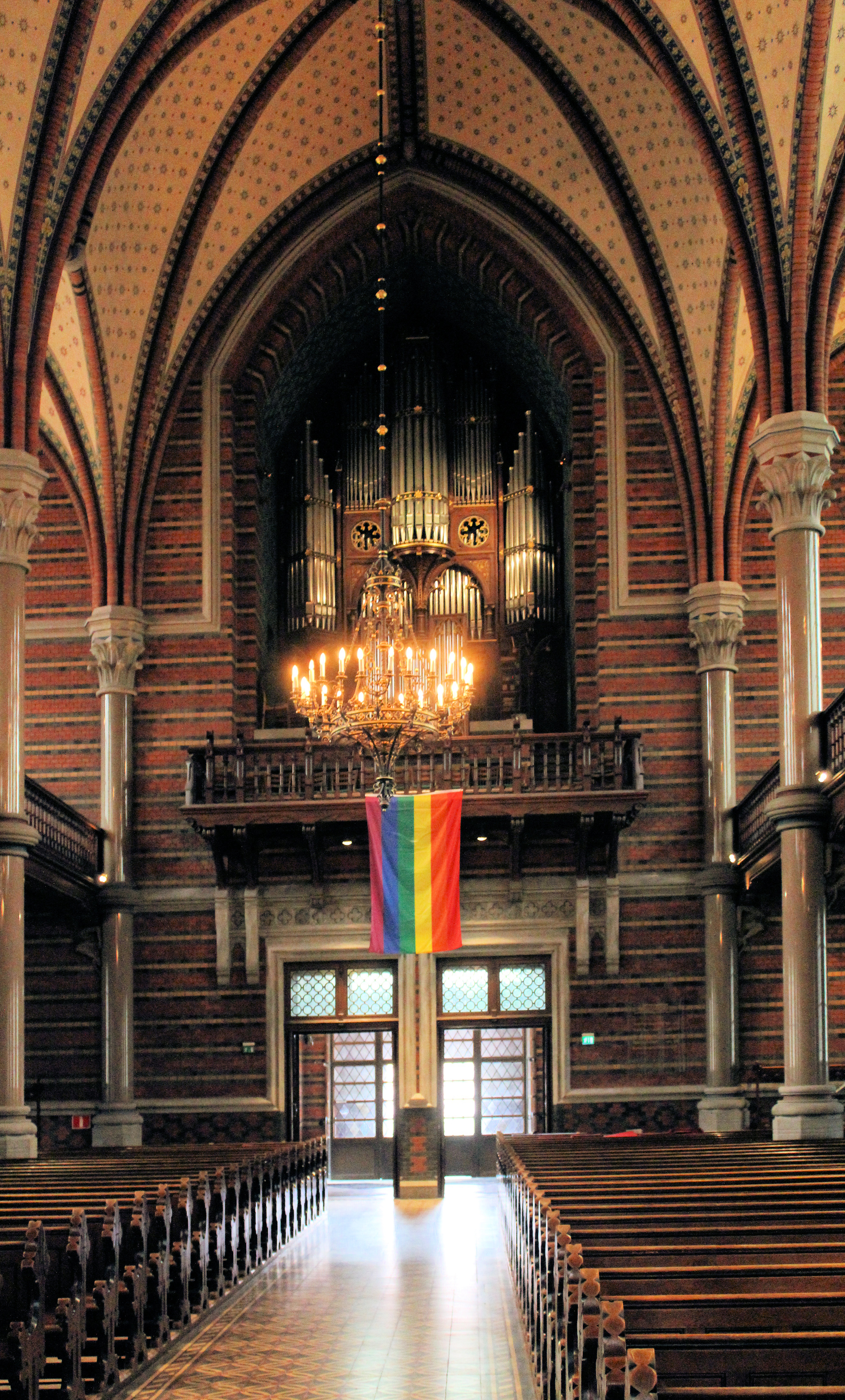
Interiör mot väster
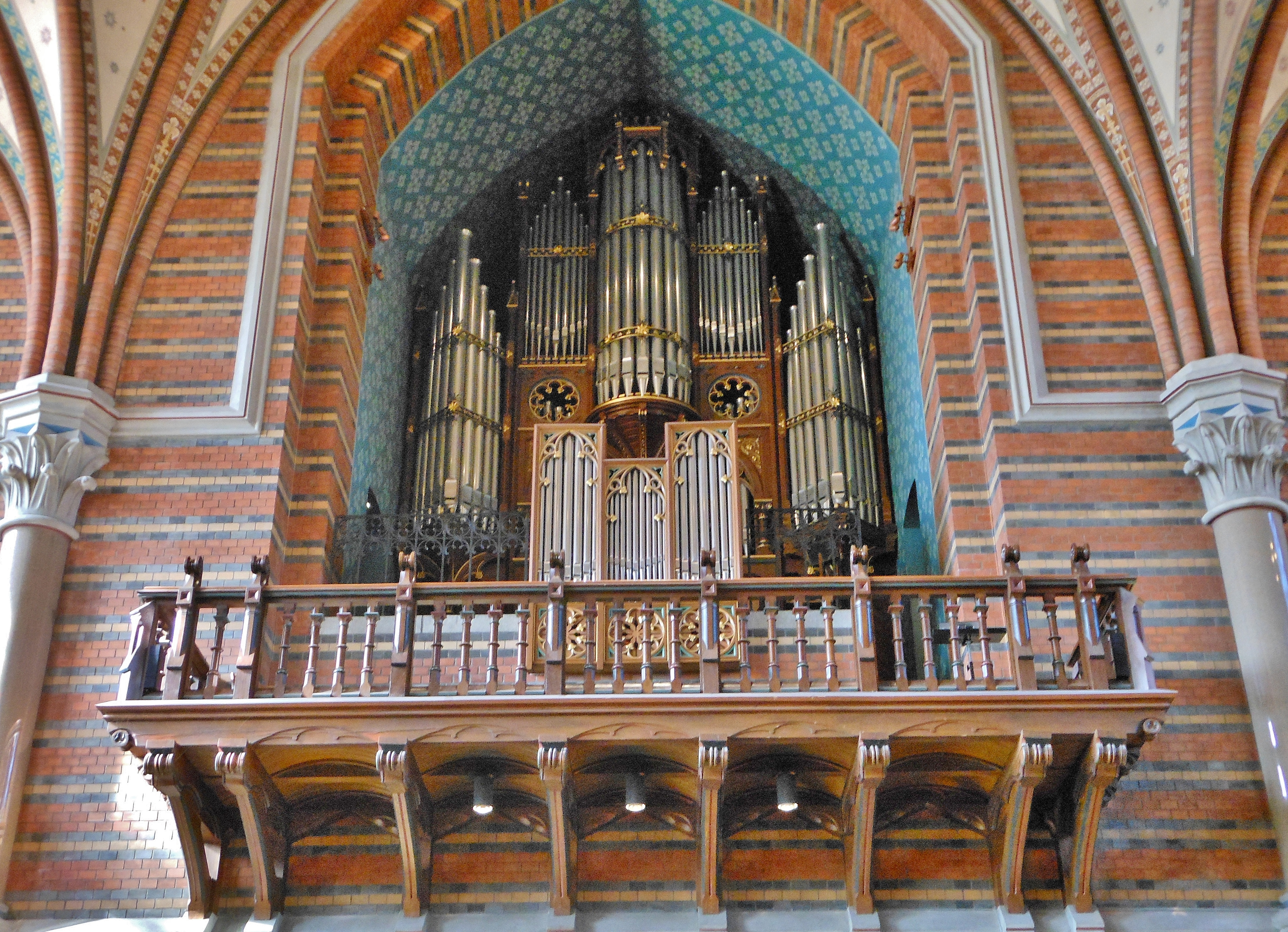
Huvudorgeln